# Grammy Award du meilleur album de jazz instrumental
 (avril 2025).
Le Grammy Award du meilleur album de jazz instrumental (« Grammy Award for Best Jazz Instrumental Album ») est un prix décerné chaque année depuis 1959 lors de la cérémonie des Grammy Awards.

## Historique
L'intitulé du prix a légèrement changé au cours de son histoire. De 1959 à 1962 ainsi que de 1972 à 1978, le titre ne précisait pas l'expression instrumental performances (« interprétations instrumentales ») et présentait une interprétation vocale ou instrumentale.
Le prix était dans les années 2000 décerné sous le titre Grammy Award for Best Jazz Instrumental Album, Individual or Group, mais à la suite d'une refonte des catégories des Grammy Awards cette catégorie ainsi que celles nommées Best Contemporary Jazz Album et Best Latin Jazz Album fusionnent en 2012 sous le titre Best Jazz Instrumental Album.
| Année     | Titre                                                                       |
| --------- | --------------------------------------------------------------------------- |
| 1959-1960 | Best Jazz Performance, Group                                                |
| 1961      | Best Jazz Performance Solo or Small Group                                   |
| 1962-1963 | Best Jazz Performance Solo or Small Group (Instrumental)                    |
| 1964      | Best Instrumental Jazz Performance - Soloist or Small Group                 |
| 1965-1966 | Best Instrumental Jazz Performance - Small Group or Soloist                 |
| 1967      | Best Instrumental Jazz Performance - Group or Soloist with Group            |
| 1968-1971 | Best Instrumental Jazz Performance, Small Group or Soloist with Small Group |
| 1972-1978 | Best Jazz Performance by a Group                                            |
| 1979-1992 | Best Jazz Instrumental Performance, Group                                   |
| 1993-2000 | Best Jazz Instrumental Performance, Individual or Group                     |
| 2001-2011 | Best Jazz Instrumental Album, Individual or Group                           |

## Liste des lauréats

### Années 1950-1960
| Année | Artiste                    | Album                                    | Notes | Lauréat |
| ----- | -------------------------- | ---------------------------------------- | ----- | ------- |
| 1959  | Count Basie                | Basie                                    |       |         |
| 1960  | Jonah Jones                | I Dig Chicks                             |       |         |
| 1961  | André Previn               | West Side Story                          |       |         |
| 1962  | André Previn               | André Previn Plays Songs by Harold Arlen |       |         |
| 1963  | Stan Getz                  | Desafinado                               |       |         |
| 1964  | Bill Evans                 | Conversations with Myself                |       |         |
| 1965  | Stan Getz                  | Getz/Gilberto                            |       |         |
| 1966  | Ramsey Lewis               | The "In" Crowd                           |       |         |
| 1967  | Wes Montgomery             | Goin' Out of My Head                     |       |         |
| 1968  | Julian Cannonball Adderley | Mercy, Mercy, Mercy! Live at 'The Club'  |       |         |
| 1969  | Bill Evans                 | Bill Evans at the Montreux Jazz Festival |       |         |

### Années 1970
| Année | Artiste                                                 | Album                                       | Notes | Lauréat |
| ----- | ------------------------------------------------------- | ------------------------------------------- | ----- | ------- |
| 1970  | Wes Montgomery                                          | Willow Weep for Me                          |       |         |
| 1971  | Bill Evans                                              | Bill Evans Alone                            |       |         |
| 1972  | Bill Evans                                              | The Bill Evans Album                        |       |         |
| 1973  | Freddie Hubbard                                         | First Light                                 |       |         |
| 1974  | Supersax                                                | Supersax Plays Bird                         |       |         |
| 1975  | Joe Pass, Niels-Henning Ørsted Pedersen, Oscar Peterson | The Trio                                    |       |         |
| 1976  | Chick Corea, Return to Forever                          | No Mystery                                  |       |         |
| 1977  | Chick Corea                                             | The Leprechaun                              |       |         |
| 1978  | Phil Woods                                              | The Phil Woods Six - Live From the Showboat |       |         |
| 1979  | Chick Corea                                             | Friends                                     |       |         |

### Années 1980
| Année | Artiste                                                             | Album                                                           | Notes | Lauréat |
| ----- | ------------------------------------------------------------------- | --------------------------------------------------------------- | ----- | ------- |
| 1980  | Chick Corea, Gary Burton                                            | Duets                                                           |       |         |
| 1981  | Bill Evans                                                          | We Will Meet Again                                              |       |         |
| 1982  | Chick Corea, Gary Burton                                            | Chick Corea & Gary Burton in Concert - Zurich, October 28, 1979 |       |         |
| 1983  | Phil Woods                                                          | More Live                                                       |       |         |
| 1984  | Phil Woods                                                          | At the Vanguard                                                 |       |         |
| 1985  | Art Blakey                                                          | New York Scene                                                  |       |         |
| 1986  | Wynton Marsalis                                                     | Black Codes (From the Underground)                              |       |         |
| 1987  | Wynton Marsalis                                                     | J Mood                                                          |       |         |
| 1988  | Wynton Marsalis                                                     | Marsalis Standard Time - Volume I                               |       |         |
| 1989  | Roy Haynes, Cecil McBee, David Murray, Pharoah Sanders, McCoy Tyner | Blues for Coltrane: A Tribute to John Coltrane                  |       |         |

### Années 1990
| Année | Artiste                                                                 | Album récompensé                        | Nommés | Lauréat |
| ----- | ----------------------------------------------------------------------- | --------------------------------------- | --- | ------- |
| 1990  | Chick Corea                                                             | Chick Corea Akoustic Band               | |         |
| 1991  | Oscar Peterson                                                          | Live at the Blue Note                   | |         |
| 1992  | Oscar Peterson                                                          | Saturday Night at the Blue Note         | |         |
| 1993  | Branford Marsalis                                                       | I Heard You Twice the First Time        | |         |
| 1994  | Joe Henderson                                                           | So Near, So Far (Musings for Miles)     | |         |
| 1995  | Ron Carter, Herbie Hancock, Wallace Roney, Wayne Shorter, Tony Williams | A Tribute to Miles                      | |         |
| 1996  | McCoy Tyner Trio, Michael Brecker                                       | Infinity                                | - Kenny Barron, Roy Haynes, Charlie Haden – Wanton Spirit - Charlie Haden, Hank Jones – Steal Away - Joe Henderson – Double Rainbow: The Music of Antonio Carlos Jobim - Fred Hersch – I Never Told You : Fred Hersch Plays Johnny Mandel |         |
| 1997  | Michael Brecker                                                         | Tales from the Hudson                   | - Billy Childs – The Child Within - Charlie Haden Quartet West – Now Is the Hour - Joe Lovano – Quartets: Live at the Village Vanguard - Horace Silver – The Hardbop Grandpop                                                             |         |
| 1998  | Charlie Haden, Pat Metheny                                              | Beyond the Missouri Sky (Short Stories) | - Doc Cheatham, Nicholas Payton – Doc Cheatham & Nicholas Payton - Chick Corea & Friends – Remembering Bud Powell - Kenny Garrett – Songbook - Joe Lovano – Celebrating Sinatra                                                           |         |
| 1999  | Herbie Hancock                                                          | Gershwin's World                        | - Chick Corea, Gary Burton – Native Sense - The New Duets - Charlie Haden, Kenny Barron – Night And The City - Dave Holland Quintet – Points Of View - Keith Jarrett, Gary Peacock, Jack DeJohnette – Tokyo '96                           |         |

### Années 2000
| Année | Artiste                                                         | Album récompensé                         | Nommés | Lauréat |
| ----- | --------------------------------------------------------------- | ---------------------------------------- | --- | ------- |
| 2000  | Gary Burton, Chick Corea, Roy Haynes, Dave Holland, Pat Metheny | Like Minds                               | - Chick Corea & Origin – Change - Branford Marsalis Quartet – Requiem - Brad Mehldau – The Art of the Trio, Vol. 4: Back at The Vanguard - Gonzalo Rubalcaba – Inner Voyage                               |         |
| 2001  | Branford Marsalis                                               | Contemporary Jazz                        | - Kenny Barron – Spirit Song - Michael Brecker – Time is Of the Essence - Dave Holland Quintet – Prime Directive - Martial Solal, Johnny Griffin – In & Out                                               |         |
| 2002  | Sonny Rollins                                                   | This Is What I Do                        | - Stefon Harris, Jacky Terrasson – Kindred - Roy Haynes – Bird Of a Feather : A Tribute To Charlie Parker - Dave Holland – Not For Nothing - Pat Martino – Live at Yoshi's                                |         |
| 2003  | Herbie Hancock, Michael Brecker, Roy Hargrove                   | Directions in Music: Live at Massey Hall | - Michel Camilo – Triangulo - Dave Douglas – The Infinite - Wayne Shorter – Footprints Live! - McCoy Tyner – Plays John Coltrane - Live At The Village Vanguard                                           |         |
| 2004  | Wayne Shorter                                                   | Alegría                                  | - Chick Corea – Rendezvous In New York - Stefon Harris – The Grand Unification Theory - Dave Holland Quintet – Extended Play, Live At Birdland - Pat Martino – Think Tank                                 |         |
| 2005  | McCoy Tyner                                                     | Illuminations                            | - Bill Charlap Trio – Somewhere - Roy Haynes – Fountain Of Youth - Keith Jarrett, Gary Peacock, Jack DeJohnette Trio – The Out-Of -Towners - Branford Marsalis Quartet – Eternal                          |         |
| 2006  | Wayne Shorter                                                   | Beyond the Sound Barrier                 | - Terence Blanchard – Flow - Billy Childs Ensemble – Lyric - Wynton Marsalis – Live At The House Of Tribes - Kenny Wheeler avec Dave Holland, Chris Potter, John Taylor – What Now?                       |         |
| 2007  | Chick Corea                                                     | The Ultimate Adventure                   | - Ornette Coleman – Sound Grammar - Jack DeJohnette, Larry Goldings, John Scofield – Trio Beyond — Saudades - Kenny Garrett – Beyond The Wall - Sonny Rollins – Sonny, Please                             |         |
| 2008  | Michael Brecker                                                 | Pilgrimage                               | - The Bill Charlap Trio – Live At The Village Vanguard - Joe Lovano, Hank Jones – Kids: Live At Dizzy's Club Coca-Cola - John Patitucci – Line By Line - Joshua Redman – Back East                        |         |
| 2009  | Chick Corea, Gary Burton                                        | The New Crystal Silence                  | - Bill Frisell – History, Mystery - Brad Mehldau Trio – Brad Mehldau Trio Live - Pat Metheny, Christian McBride, Antonio Sánchez – Day Trip - Alan Pasqua, Dave Carpenter, Peter Erskine Trio – Standards |         |

### Années 2010
| Année | Artiste                                      | Album récompensé                  | Nommés | Lauréat                       |
| ----- | -------------------------------------------- | --------------------------------- | --- | ----------------------------- |
| 2010  | Chick Corea, John McLaughlin Five Peace Band | Five Peace Band Live              | - Gary Burton, Pat Metheny, Steve Swallow, Antonio Sánchez – Quartet Live - Clayton Brothers – Brother To Brother - John Patitucci Trio – Remembrance - Allen Toussaint – The Bright Mississippi                                   |                               |
| 2011  | James Moody                                  | Moody 4B                          | - John Beasley – Positootly! - Clayton Brothers – The New Song And Dance - Vijay Iyer Trio – Historicity - Danilo Perez – Providencia                                                                                              |                               |
| 2012  | Chick Corea, Stanley Clarke, Lenny White     | Forever                           | - Gerald Clayton – Bond: The Paris Sessions - Fred Hersch – Alone At The Vanguard - Joe Lovano/Us Five – Bird Songs - Sonny Rollins – Road Shows Vol. 2                                                                            | Bobby McFerrin et Chick Corea |
| 2013  | Pat Metheny                                  | Unity Band                        | - Chick Corea, Eddie Gomez, Paul Motian – Further Explorations - Chick Corea, Gary Burton – Hot House - Kenny Garrett – Seeds from the Underground - Ahmad Jamal – Blue Moon                                                       |                               |
| 2014  | Terri Lyne Carrington                        | Money Jungle: Provocative in Blue | - The New Gary Burton Quartet – Guided Tour - Gerald Clayton – Life Forum - Kenny Garrett – Pushing the World Away - Christian McBride Trio – Out Here                                                                             |                               |
| 2015  | Chick Corea                                  | Trilogy                           | - Brian Blade and the Fellowship Band – Landmarks - Fred Hersch Trio – Floating - Bobby Hutcherson, David Sanborn, Joey DeFrancesco featuring Billy Hart – Enjoy the View - Jason Moran – All Rise: A Joyful Elegy for Fats Waller |                               |
| 2016  | John Scofield                                | Past Present                      | - Joey Alexander – My Favorite Things - Terence Blanchard featuring the E-Collective – Breathless - Robert Glasper Trio – Covered: Recorded Live at Capitol Studios - Jimmy Greene – Beautiful Life                                |                               |
| 2017  | John Scofield                                | Country for Old Men               | - Kenny Barron Trio – Book of Intuition - Peter Erskine – Dr. Um - Fred Hersch Trio – Sunday Night at the Vanguard - Joshua Redman & Brad Mehldau – Nearness                                                                       |                               |
| 2018  | Billy Childs (en)                            | Rebirth                           | - Bill Charlap Trio – Uptown, Downtown - Joey DeFrancesco & The People – Project Freedom - Fred Hersch – Open Book - Chris Potter – The Dreamer Is the Dream                                                                       |                               |
| 2019  | The Wayne Shorter Quartet                    | Emanon                            | - Tia Fuller – Diamond Cut - Fred Hersch Trio – Live in Europe - Brad Mehldau Trio – Seymour Reads the Constitution - Joshua Redman, Ron Miles, Scott Colley & Brian Blade – Still Dreaming                                        |                               |

### Années 2020
| Année | Artiste                                                                                 | Album récompensé     | Nommés | Lauréat |
| ----- | --------------------------------------------------------------------------------------- | -------------------- | --- | ------- |
| 2020  | Brad Mehldau                                                                            | Finding Gabriel      | - Joey DeFrancesco – In the Key of the Universe - Branford Marsalis Quartet – The Secret Between the Shadow and the Soul - Christian McBride – Christian McBride's New Jawn - Joshua Redman Quartet – Come What May                                              |         |
| 2021  | Chick Corea (posthume), Christian McBride et Brian Blade                                | Trilogy 2            | - Ambrose Akinmusire - On The Tender Spot of Every Calloused Moment - Terri Lyne Carrington & Social Science - Waiting Game - Gerald Clayton - Happening: Live at the Village Vanguard - Redman Mehldau McBride Blade - RoundAgain                               |         |
| 2022  | Ron Carter, Jack DeJohnette et Gonzalo Rubalcaba                                        | Skyline              | - Jon Batiste – Jazz Selections: Music from and Inspired by Soul - Terence Blanchard featuring the E Collective and the Turtle Island Quartet – Absence - Chick Corea, John Patitucci et Dave Weckl – Akoustic Band Live - Pat Metheny – Side-Eye NYC (V1.IV)    |         |
| 2023  | Terri Lyne Carrington, Kris Davis, Linda May Han Oh, Nicholas Payton et Matthew Stevens | New Standards Vol. 1 | - Peter Erskine Trio – Live in Italy - Joshua Redman, Brad Mehldau, Christian McBride et Brian Blade – LongGone - Wayne Shorter, Terri Lyne Carrington, Leo Genovese et Esperanza Spalding – Live at the Detroit Jazz Festival - Yellowjackets – Parallel Motion |         |